# Emil Carlsen
Soren Emil Carlsen (Copenhague, 19 de octubre de 1853 – Nueva York, 2 de enero de 1932) fue un pintor impresionista estadounidense.

## Comienzos

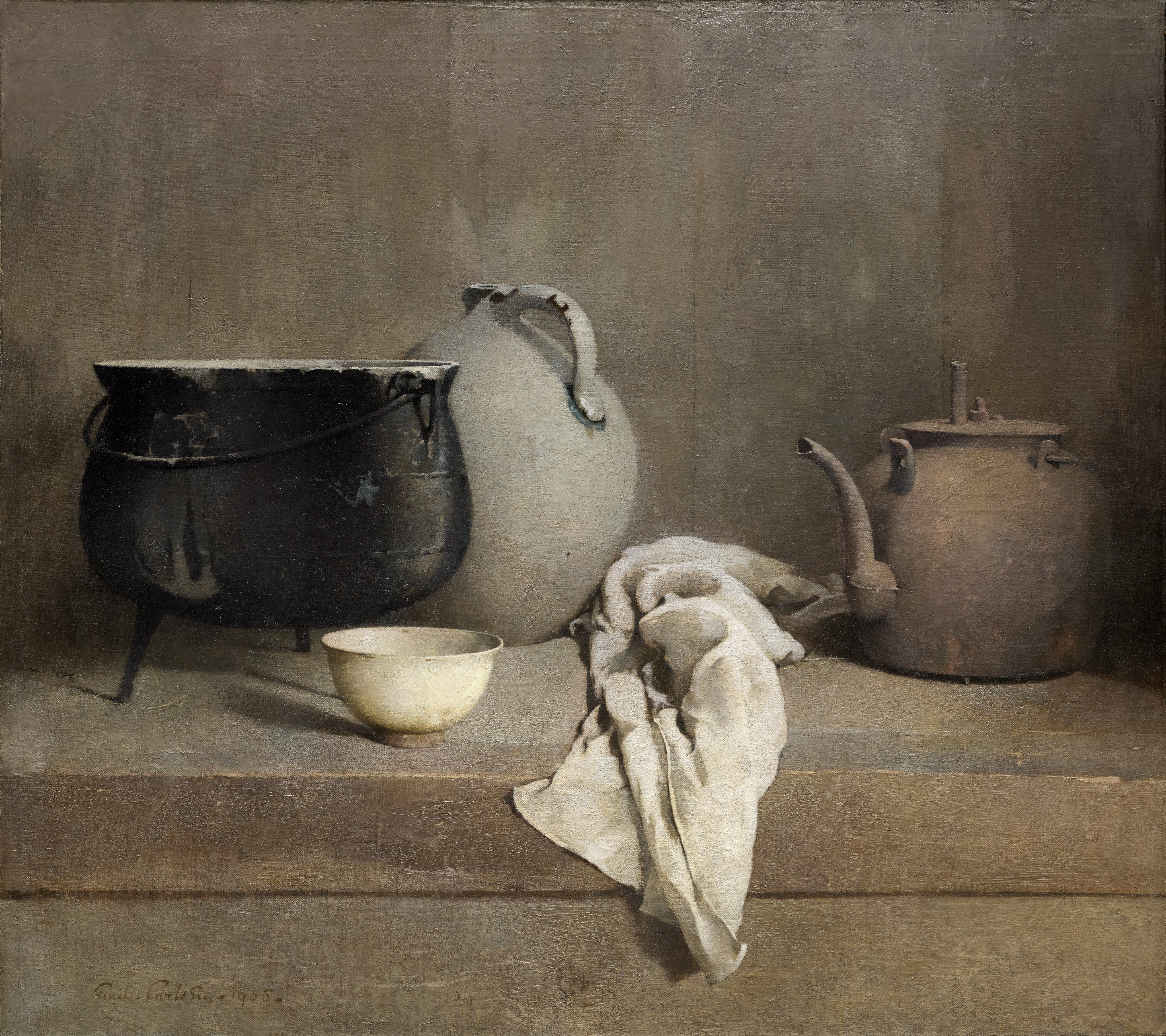
Study in Grey, 1906, Museo de Arte de Dallas

Emil Carlsen nació y creció en Copenhague, la capital Danesa, en el seno de una familia de artistas. Su madre era pintora y su primo, en cierto modo su referencia, llegó a ser director de la Real Academia Danesa de Arte.  Estudió arquitectura en la Real Academia de Copenhague durante cuatro años y posteriormente emigró a los Estados Unidos en 1872, estableciéndose en Chicago.

## Carrera artística
Fue un pintor perteneciente al movimiento del impresionismo estadounidense. Influenciado por Jean-Baptiste-Siméon Chardin, se dedicó a la enseñanza, dejando discípulos muy reconocidos. En España forma parte de la Colección Carmen Thyssen-Bornemisza.
Recibió el prestigioso premio Samuel T. Shaw Purchase de la Academia Nacional de Diseño.

### Discípulos destacados
- James Swinnerton
- John Henry Twachtman
- Frederick Becker
- Mary Brady
- Edith Maurice Bregy
- Anne Bremer
- Claude Buck
- Elbridge Ayer Burbank
- Jay Hall Connaway
- Katherine Langdon Corson
- Edwin Deakin
- Anna Parker Dixwell
- Margaret Anna Dobson
- Maren Froelich
- Wilhelmina Weber Furlong[5]
- Alice Hapgood Hathaway Goodwin Earle
- John M. Gamble
- Percy Gray
- Charles W. Hargens, Jr.
- Abraham Harriton
- Margaret Cox Herrick
- Isabel Hunter
- Helen Hyde
- Elsa Laubach Jemne
- Helen Elizabeth Keep
- William Keith
- Andrew Loomis
- Louis Lozowick
- Ethel Marcy
- Marie Evelyn McCormick
- Jane Roma McElroy
- Lola Sleeth Miller
- Charlotte Bodwell Morgan
- Mary DeNeale Morgan
- Benjamin Franklin Norris, Jr.
- Eric Pape
- Ernest Clifford Peixotto
- Hugo Robus
- Guy Rose
- Geneve Rixford Sargeant
- Carl Schmitt
- Harry Seawell
- James Guilford Swinnerton
- Jesse Bryon Trefethen
- Gustave Verbeek